# ويلكس س. روبنسون
ويلكس س. روبنسون (بالإنجليزية: Wilkes C. Robinson) هو قاضي أمريكي، ولد في 30 سبتمبر 1925 في أننيستون في الولايات المتحدة، وتوفي في 11 مايو 2015 في ديستن في الولايات المتحدة.